# Bakweri town
Bakweri Town  est l'un des quartiers de Buea, la capitale de la région du Sud-Ouest du Cameroun. Il s'agit d'une vaste communauté en pleine croissance, dotée d'une population dense et de multiples commerces. Elle est connue depuis des années pour sa circulation dense, ses routes en mauvais état et son taux de criminalité élevé.

## Emplacement
Situé entre Clerks Quarters ; plus près de la montagne et de Sand Pit au sud, il est bordé par Small Soppo  à l'ouest et Buea Town à l'est.

## Géographie

### Population
Composée d'agriculteurs, d'entrepreneurs, d'étudiants et d'administrateurs, la ville de Bakweri est une ville dense et en constante croissance, car de plus en plus de personnes s'installent dans la communauté et à Buea en général, en raison des troubles sociopolitiques persistants dans les régions anglophones du Cameroun,.

### Climat
Buea bénéficie d'un climat subtropical de hautes terres, caractérisé par une forte humidité due à sa situation au pied du mont Cameroun. Les quartiers d'altitude bénéficient de températures plus fraîches, tandis que les quartiers de basse altitude connaissent des températures plus chaudes. La ville de Bakweri, située en altitude, bénéficie de températures fraîches et de précipitations plus abondantes que dans le reste de la région de Buea. Elle se caractérise par un brouillard épais, des bruines et de fortes précipitations pendant la saison des pluies,.

## Galerie

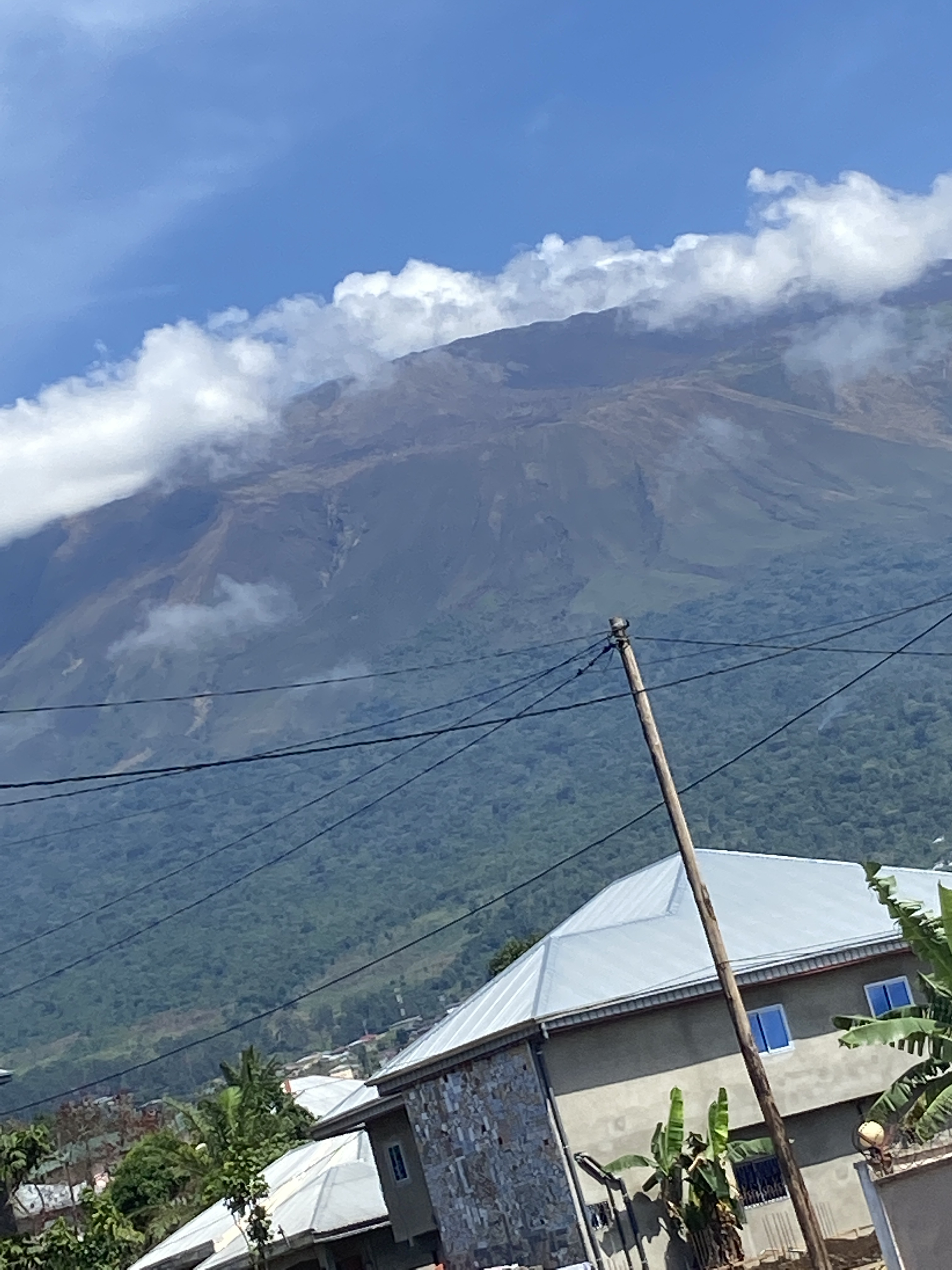
Vue sur le mont Fako depuis Bakweri town.

## Sites notables
- OIC Buea[9]
- Salvation Pharmacy[10]
- First Trust[11]
- Executive Hotel[12]